# Evropsko prvenstvo v košarki 2017
Evropsko prvenstvo v košarki 2017 (uradno EuroBasket 2017) je bilo 40. evropsko prvenstvo v košarki, v organizaciji FIBA Evropa, ki je potekalo med 31. avgustom in 17. septembrom 2017. Sodelovalo je 24 nacionalnih ekip, ki so se potegovale za naslov kontinentalnega prvaka v dvodelnem tekmovalnem sistemu: najprej so se igrale tekme po skupinah po šest ekip, ki so igrale vsaka z vsako. Nato so se najboljši pomerili v tekmah na izpadanje po turnirskem sistemu preko osmine finala in vse do velikega finala, v katerem je zmagovalec osvojil naslov prvaka. Prve tri uvrščene reprezentance so prejele medalje. To tekmovanje je bilo zadnje, ki je potekalo dve leti po prejšnjem saj je od leta 2017 evropsko prvenstvo organizirano na vsaka štiri leta. Poleg tega so od tega turnirja dalje kvalifikacije za nastop v spremenjeni obliki.
Naslov evropskega prvaka je osvojila slovenska reprezentanca.

## Izbira gostiteljev
Po odločitvi, ko se je prestavil turnir 2015, ki bi ga morala gostiti Ukrajina, je ta ponovno dobila priložnost, da gosti turnir 2017, vendar pa ga je zavrnila, sklicujoč se na stalne nemire v državi. Države, ki so izrazile interes za organiziranje turnirja so bile Litva, Latvija, Estonija in Finska (možne kot sogostiteljice), Srbija, Makedonija in Bolgarija (možne kot sogostiteljice), Združeno kraljestvo Velike Britanije in Severne Irske, Izrael, Poljska, Slovenija in Belgija.
Dne 5. novembra 2015, je FIBA sporočila, da bo Eurobasket 2017 organiziralo pet nacionalnih zvez: Finska, Izrael, Poljska, Romunija in Turčija.
Dne 11. decembra 2015 pa je FIBA sporočila tudi, da bodo predtekmovanja gostile vse štiri države, Turčija pa nato tudi zaključno fazo tekmovanja (osmino finala, četrtfinale, polfinale in finale).

## Prizorišča
| Istanbul           | IstanbulHelsinkiTel AvivCluj-NapocaEvropsko prvenstvo v košarki 2017 (Evropa) | IstanbulHelsinkiTel AvivCluj-NapocaEvropsko prvenstvo v košarki 2017 (Evropa) |
| Sinan Erdem Dome   | IstanbulHelsinkiTel AvivCluj-NapocaEvropsko prvenstvo v košarki 2017 (Evropa) | IstanbulHelsinkiTel AvivCluj-NapocaEvropsko prvenstvo v košarki 2017 (Evropa) |
| Kapaciteta: 16,000 | IstanbulHelsinkiTel AvivCluj-NapocaEvropsko prvenstvo v košarki 2017 (Evropa) | IstanbulHelsinkiTel AvivCluj-NapocaEvropsko prvenstvo v košarki 2017 (Evropa) |
|                    | IstanbulHelsinkiTel AvivCluj-NapocaEvropsko prvenstvo v košarki 2017 (Evropa) | IstanbulHelsinkiTel AvivCluj-NapocaEvropsko prvenstvo v košarki 2017 (Evropa) |
| Istanbul           | IstanbulHelsinkiTel AvivCluj-NapocaEvropsko prvenstvo v košarki 2017 (Evropa) | IstanbulHelsinkiTel AvivCluj-NapocaEvropsko prvenstvo v košarki 2017 (Evropa) |
| Abdi İpekçi Arena  | IstanbulHelsinkiTel AvivCluj-NapocaEvropsko prvenstvo v košarki 2017 (Evropa) | IstanbulHelsinkiTel AvivCluj-NapocaEvropsko prvenstvo v košarki 2017 (Evropa) |
| Kapaciteta: 12,270 | IstanbulHelsinkiTel AvivCluj-NapocaEvropsko prvenstvo v košarki 2017 (Evropa) | IstanbulHelsinkiTel AvivCluj-NapocaEvropsko prvenstvo v košarki 2017 (Evropa) |
|                    | IstanbulHelsinkiTel AvivCluj-NapocaEvropsko prvenstvo v košarki 2017 (Evropa) | IstanbulHelsinkiTel AvivCluj-NapocaEvropsko prvenstvo v košarki 2017 (Evropa) |
| Helsinki           | Tel Aviv                                                                      | Cluj-Napoca                                                                   |
| Hartwall Arena     | Menora Mivtachim Arena                                                        | Polyvalent Hall                                                               |
| Kapaciteta: 14,000 | Kapaciteta: 10,383                                                            | Kapaciteta: 7,308                                                             |
|                    |                                                                               |                                                                               |

## Format
Kvalificiranih 24 ekip je igralo v 4 skupinah po šest; po štiri najboljše ekipe iz teh skupin so napredovale v izločilne boje tekmovanja.

## Kvalifikacije
Gostitelji (4 ekipe) in udeleženci olimpijskih iger 2016 ali udeleženci olimpijskih kvalifikacij (9 ekip) so bili na turnir kvalificirani neposredno. 
Za 11 prostih mest se je ostalih 27 ekip pomerilo v kvalifikacijah, ki so potekale med 31. avgustom in 17. septembrom 2016.

### Kvalificirane ekipe
| Ekipa               | Kvalificirani kot                  | Št. nastopov na prvenstvih | Zadnji nastop na prvenstvu | Najboljša pretekla uvrstitev |
| ------------------- | ---------------------------------- | -------------------------- | -------------------------- | ---------------------------- |
| Turčija             | Gostiteljica                       | 23                         | 2015                       | 2. mesto (2001)              |
| Romunija            | Gostiteljica                       | 18                         | 1987                       | 5. mesto (1957)              |
| Finska              | Gostiteljica                       | 14                         | 2015                       | 6. mesto (1967)              |
| Izrael              | Gostiteljica                       | 29                         | 2015                       | 2. mesto (1979)              |
| Španija             | 1. mesto EuroBasket 2015           | 31                         | 2015                       | Prvak (2009, 2011, 2015)     |
| Litva               | 2. mesto EuroBasket 2015           | 14                         | 2015                       | Prvak (1937, 1939, 2003)     |
| Francija            | 3. mesto EuroBasket 2015           | 38                         | 2015                       | Prvak (2013)                 |
| Srbija              | 4. mesto EuroBasket 2015           | 12                         | 2015                       | 2. mesto (2009, 2017)        |
| Grčija              | 5. mesto EuroBasket 2015           | 26                         | 2015                       | Prvak (1987, 2005)           |
| Italija             | 6. mesto EuroBasket 2015           | 37                         | 2015                       | Prvak (1983, 1999)           |
| Češka               | 7. mesto EuroBasket 2015           | 5                          | 2015                       | 7. mesto (2015)              |
| Latvija             | 8. mesto EuroBasket 2015           | 14                         | 2015                       | Prvak (1935)                 |
| Hrvaška             | 9. mesto EuroBasket 2015           | 13                         | 2015                       | 3. mesto (1993, 1995)        |
| Rusija              | 1. mesto kvalifikacije – Skupina C | 13                         | 2015                       | Prvak (2007)                 |
| Madžarska           | 1. mesto kvalifikacije – Skupina G | 15                         | 1999                       | Prvak (1955)                 |
| Belgija             | 1. mesto kvalifikacije – Skupina A | 17                         | 2015                       | 4. mesto (1947)              |
| Slovenija           | 1. mesto kvalifikacije – Skupina A | 14                         | 2017                       | Prvak (2017)                 |
| Črna gora           | 2. mesto kvalifikacije – Skupina F | 3                          | 2013                       | 17. mesto (2013)             |
| Nemčija             | 1. mesto kvalifikacije – Skupina B | 24                         | 2015                       | Prvak (1993)                 |
| Poljska             | 1. mesto kvalifikacije – Skupina D | 28                         | 2015                       | 2. mesto (1963)              |
| Islandija           | 2. mesto kvalifikacije – Skupina A | 2                          | 2015                       | 24. mesto (2015)             |
| Združeno kraljestvo | 2. mesto kvalifikacije – Skupina G | 4                          | 2013                       | 13. mesto (2009, 2011, 2013) |
| Ukrajina            | 2. mesto kvalifikacije – Skupina E | 8                          | 2015                       | 6. mesto (2013)              |
| Gruzija             | 1. mesto kvalifikacije – Skupina F | 4                          | 2015                       | 11. mesto (2011)             |

## Žreb
Žreb je potekal v Turčiji, dne 22. novembra 2016.
Kot na prvenstvu leta 2015, je tudi na tem vsaka izmed štirih gostiteljev imela pravico do izbire enega nasprotnika, ki ga je gostila v skupinskem delu.
| Gostitelj | Izbrana ekipa | Datum             |
| --------- | ------------- | ----------------- |
| Finska    | Islandija     | 7. oktober 2016   |
| Izrael    | Litva         | 27. oktober 2016  |
| Romunija  | Madžarska     | 3. november 2016  |
| Turčija   | Rusija        | 15. november 2016 |

Ekipe so bile pred žrebom razvrščene v šest jakostnih skupin. 
| Boben 1                         | Boben 2                      | Boben 3                               | Boben 4                                | Boben 5                           | Boben 6                                             |
| ------------------------------- | ---------------------------- | ------------------------------------- | -------------------------------------- | --------------------------------- | --------------------------------------------------- |
| Španija Litva b Francija Srbija | Grčija Italija Češka Latvija | Hrvaška e Izrael b Turčija d Finska a | Rusija d Slovenija Madžarska c Gruzija | Nemčija Belgija Poljska Črna gora | Islandija a Združeno kraljestvo Ukrajina Romunija c |

^a  Finska je pred žrebom izbrala Islandijo.
^b  Izrael je pred žrebom izbral Litvo.
^c  Romunija je pred žrebom izbrala Madžarsko.
^d  Turčija je pred žrebom izbrala Rusijo.
^e  Pred žrebom je bilo že ugotovljeno, da bo Hrvaška pristala v skupini skupaj z Madžarsko in Romunijo, saj je v istem bobnu kot gostiteljice Finska, Izrael in Turčija.

## Predtekmovanje

### Skupina A
Prizorišče: Helsinki, Finska
| POZ | Ekipa     | Točke | ŠT | Z | P | DK  | PK  | GR   | Opombe                    |
| --- | --------- | ----- | -- | - | - | --- | --- | ---- | ------------------------- |
| 1   | Slovenija | 10    | 5  | 5 | 0 | 446 | 384 | 62   | Uvrstitev v zaključni del |
| 2   | Finska    | 9     | 5  | 4 | 1 | 426 | 408 | 18   | Uvrstitev v zaključni del |
| 3   | Francija  | 8     | 5  | 3 | 2 | 450 | 422 | 28   | Uvrstitev v zaključni del |
| 4   | Grčija    | 7     | 5  | 2 | 3 | 421 | 400 | 21   | Uvrstitev v zaključni del |
| 5   | Poljska   | 6     | 5  | 1 | 4 | 411 | 414 | -3   |                           |
| 6   | Islandija | 5     | 5  | 0 | 5 | 355 | 481 | -126 |                           |

### Skupina B
Prizorišče: Tel Aviv, Izrael
| POZ | Ekipa    | Točke | ŠT | Z | P | DK  | PK  | GR  | Opombe                    |
| --- | -------- | ----- | -- | - | - | --- | --- | --- | ------------------------- |
| 1   | Litva    | 9     | 5  | 4 | 1 | 426 | 359 | 67  | Uvrstitev v zaključni del |
| 2   | Nemčija  | 8     | 5  | 3 | 2 | 355 | 346 | 9   | Uvrstitev v zaključni del |
| 3   | Italija  | 8     | 5  | 3 | 2 | 346 | 322 | 24  | Uvrstitev v zaključni del |
| 4   | Ukrajina | 7     | 5  | 2 | 3 | 367 | 392 | −25 | Uvrstitev v zaključni del |
| 5   | Gruzija  | 7     | 5  | 2 | 3 | 390 | 394 | −4  |                           |
| 6   | Izrael   | 6     | 5  | 1 | 4 | 358 | 429 | −71 |                           |

### Skupina C
Prizorišče: Cluj-Napoca, Romunija
| POZ | Ekipa     | Točke | ŠT | Z | P | DK  | PK  | GR  | Opombe                    |
| --- | --------- | ----- | -- | - | - | --- | --- | --- | ------------------------- |
| 1   | Španija   | 10    | 5  | 5 | 0 | 449 | 303 | 146 | Uvrstitev v zaključni del |
| 2   | Hrvaška   | 9     | 5  | 4 | 1 | 397 | 336 | 61  | Uvrstitev v zaključni del |
| 3   | Črna gora | 8     | 5  | 3 | 2 | 378 | 367 | 11  | Uvrstitev v zaključni del |
| 4   | Madžarska | 7     | 5  | 2 | 3 | 335 | 370 | −35 | Uvrstitev v zaključni del |
| 5   | Češka     | 6     | 5  | 1 | 4 | 356 | 441 | −85 |                           |
| 6   | Romunija  | 5     | 5  | 0 | 5 | 316 | 414 | −98 |                           |

### Skupina D
Prizorišče: Istanbul, Turčija, 
| POZ | Ekipa               | Točke | ŠT | Z | P | DK  | PK  | GR  | Opombe                    |
| --- | ------------------- | ----- | -- | - | - | --- | --- | --- | ------------------------- |
| 1   | Srbija              | 9     | 5  | 4 | 1 | 400 | 353 | 47  | Uvrstitev v zaključni del |
| 2   | Latvija             | 9     | 5  | 4 | 1 | 444 | 396 | 48  | Uvrstitev v zaključni del |
| 3   | Rusija              | 9     | 5  | 4 | 1 | 378 | 366 | 12  | Uvrstitev v zaključni del |
| 4   | Turčija             | 7     | 5  | 2 | 3 | 388 | 380 | 8   | Uvrstitev v zaključni del |
| 5   | Belgija             | 6     | 5  | 1 | 4 | 353 | 410 | −57 |                           |
| 6   | Združeno kraljestvo | 5     | 5  | 0 | 5 | 390 | 448 | −58 |                           |